# Thomas Daly
Sir Thomas Joseph Daly (19 de Março de 1913 – 5 de Janeiro de 2004) foi um soldado australiano que ascendeu na carreira militar até chegar ao posto de Tenente-general e tornar-se Chefe do Estado-maior do Exército Australiano, entre 1966 e 1971. Formou-se no Real Colégio Militar, em Duntroon, e recebeu inúmeras condecorações, entre elas a Ordem do Império Britânico, a Ordem do Banho e a Ordem de Serviços Distintos.